# Aaron Dessner

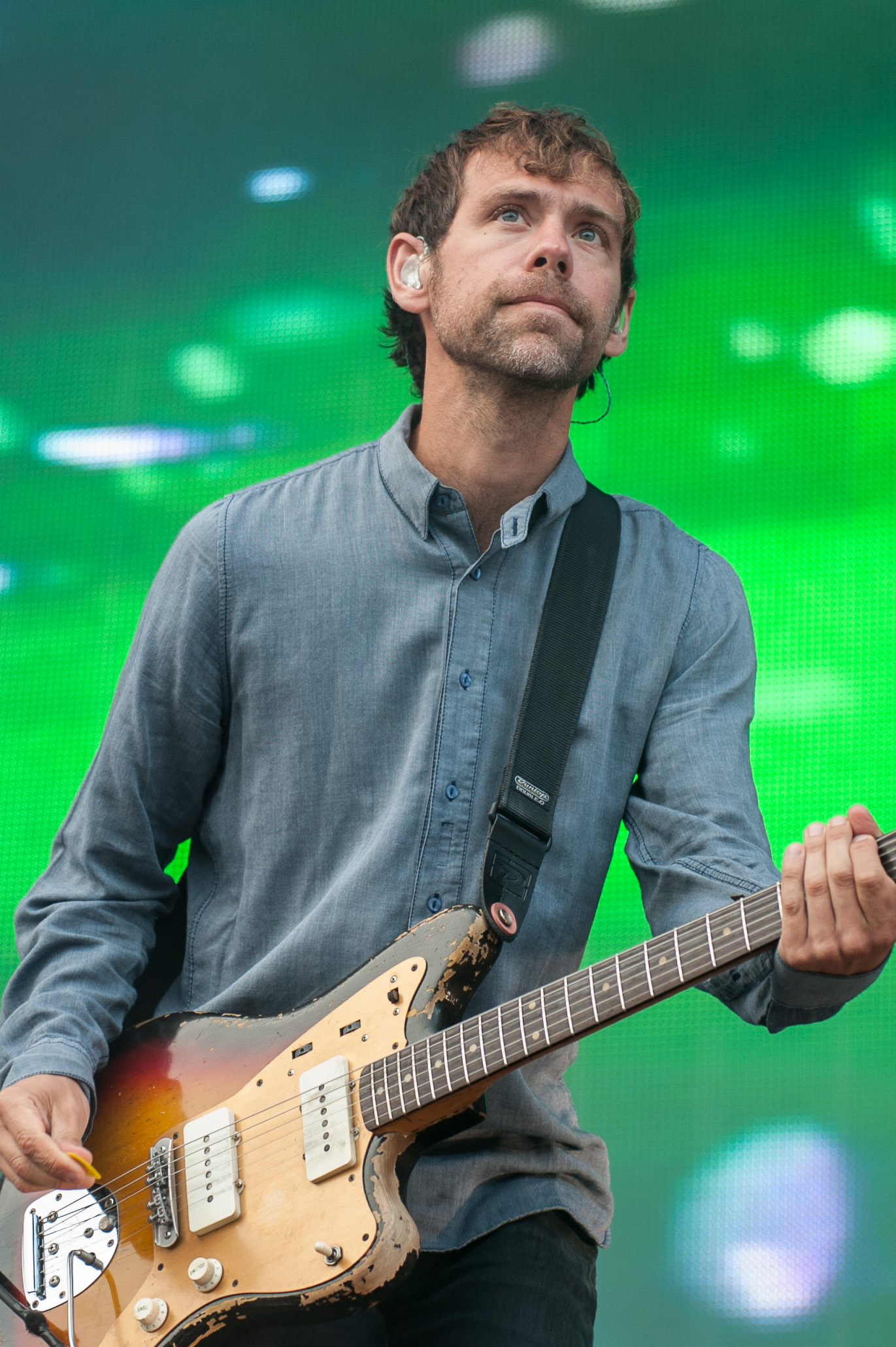
Aaron Dessner (2014)

Aaron Brooking Dessner (geboren am 23. April 1976 in Cincinnati, Ohio, Vereinigte Staaten) ist ein amerikanischer Musiker, Songwriter und Musikproduzent. Bekannt geworden ist er vor allem als Gründungsmitglied der Indie-Rockband The National, mit der er acht Studioalben aufgenommen hat und als Mitbegründer des Indie-Rock-Duos Big Red Machine zusammen mit Justin Vernon von Bon Iver. Zudem war er Mitwirkender an den Studioalben Folklore, Evermore und The Tortured Poets Department von Taylor Swift, wobei erstere beiden für den Grammy Award für das Album des Jahres 2021 bzw. 2022 nominiert waren, und Folklore die Auszeichnung gewann.
Dessner hat unter anderem Songs von Taylor Swift, Michael Stipe, Gracie Abrams, Frightened Rabbit, Ben Howard, Sharon Van Etten, Local Natives, This Is the Kit, Adia Victoria, Lisa Hannigan und Lone Bellow mitgeschrieben, produziert oder mitproduziert. Zusammen mit seinem Zwillingsbruder Bryce kuratierte und produzierte das Paar die Charity-Kompilationen Dark Was the Night (2009) und Day of the Dead (2016) für die Red Hot Organization. Dessner ist Mitbegründer und Kurator von mehreren Musikfestivals, wie das Eaux Claires in Eau Claire, Wisconsin, zusammen mit seinem Big Red Machine-Partner Vernon und das Boston Calling Music Festival.
Am 19. Mai 2022 wurde Dessner der Doctor of Fine Arts honoris causa der University of the Arts in Philadelphia verliehen.
2023 wurden beide Dessner-Brüder vom Rolling Stone auf Platz 243 der Liste der 250 besten Gitarristen aller Zeiten gesetzt.

## Leben

### Kindheit und Jugend
Die Zwillingsbrüder Aaron und Bryce Dessner wurden 1976 in Cincinnati geboren. Die Künstlerin, Tänzerin und Lyrikerin Jessica Dessner ist ihre Schwester.
Dessner wurde als Jude erzogen und hat polnisch-jüdische und russisch-jüdische Vorfahren. Dessner erklärte, dass sein jüdischer Hintergrund seine Musik beeinflusst: „Mein Bruder und ich waren schon immer von den liturgischen religiösen Melodien des Judentums fasziniert … Ich mag keine Dur-Akkorde. Ich mag die meditativen Muster in bestimmten Gebeten, und ich mag Musik, die sich wiederholt.“ Dessner besuchte die High School an der Cincinnati Country Day School und machte 1994 seinen Abschluss. Anschließend studierte Dessner moderne europäische Geschichte an der Columbia University.

### Musikkarriere

#### The National

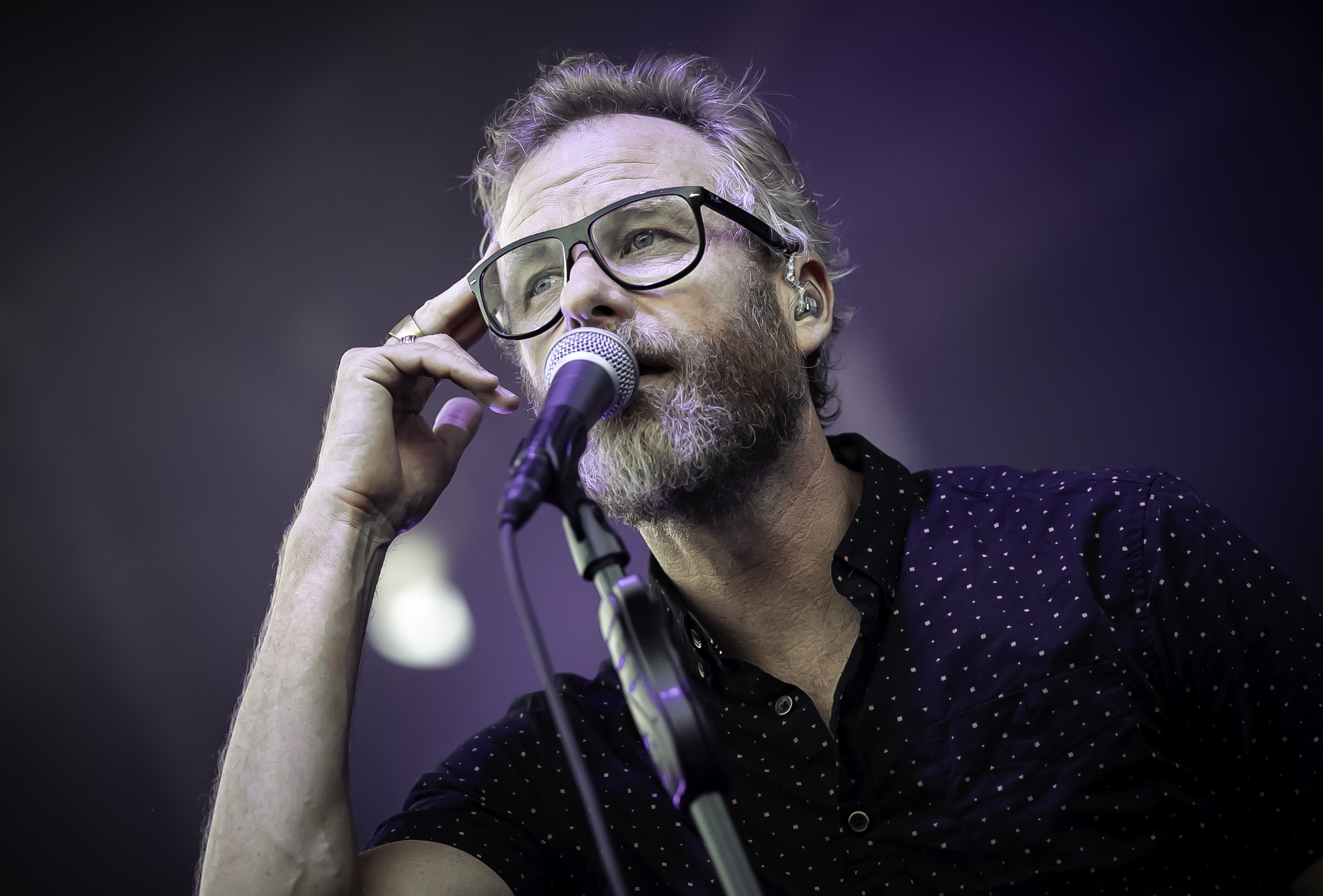
Leadsänger der Band The National Matt Berninger (2019)

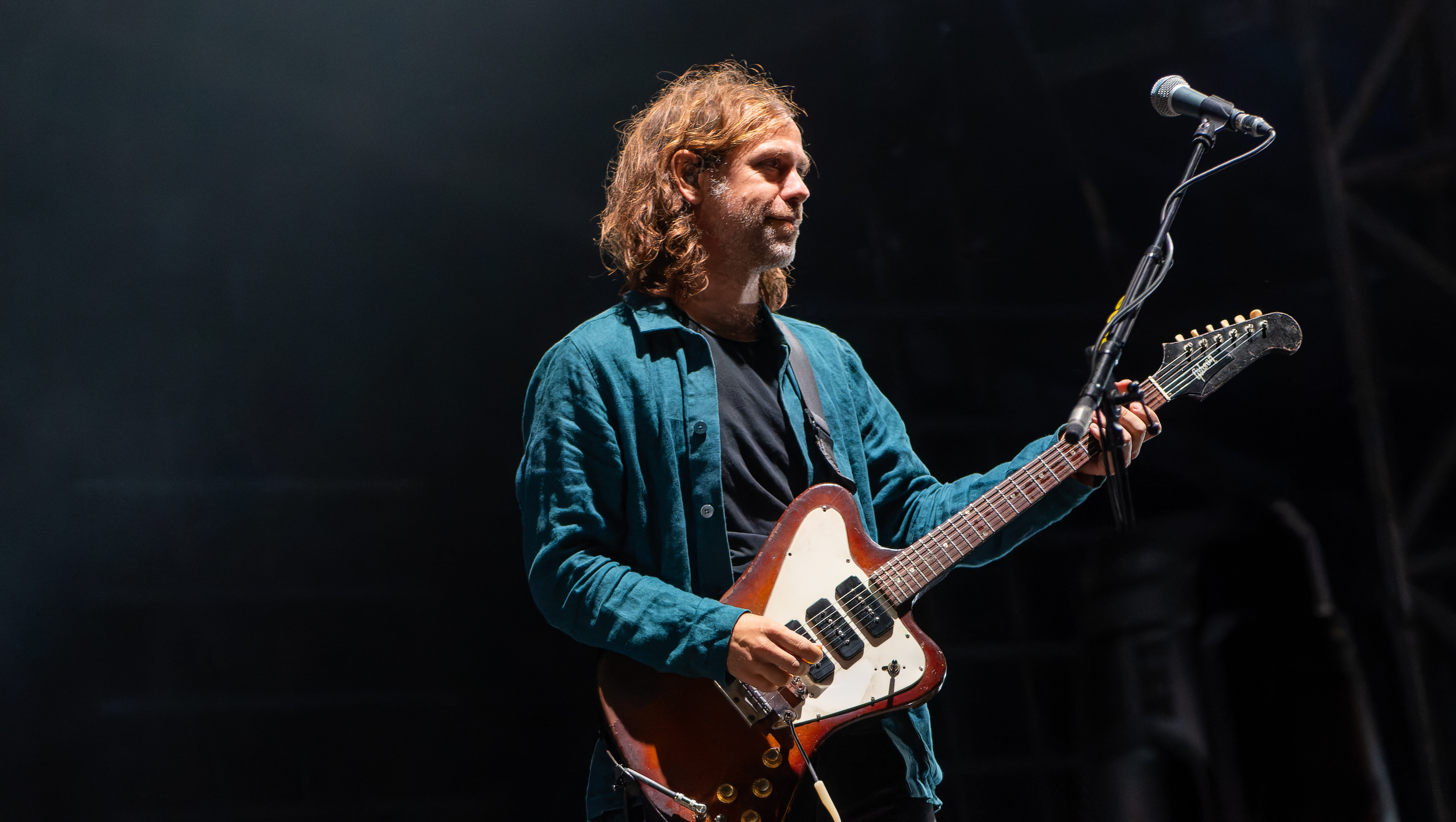
Aaron Dessner bei einem The-National-Konzert (2022)

Aaron Dessner und sein Zwillingsbruder Bryce waren seit ihrer Kindheit mit Bryan Devendorf befreundet. Nachdem sich Dessners frühere Band, Project Nim, 1998 aufgelöst hatte, lud Devendorf die Brüder ein, seiner Band The National beizutreten. Zu Devendorf und den Dessner-Brüdern gehörten Scott Devendorf, Bryans älterer Bruder, und Matt Berninger. Das selbstbetitelte erste Album der Band wurde 2001 auf Brassland  veröffentlicht, einem Label, das Dessner zusammen mit seinem Bruder Bryce und Alec Hanley Bemis gegründet hatte. Das zweite Album der Band, Sad Songs for Dirty Lovers, wurde 2003 ebenfalls auf Brassland veröffentlicht. Nach dem kritischen Erfolg von Sad Songs unterschrieb die Band bei Beggars Banquet Records. Mit dem neuen Label veröffentlichten sie 2005 ihr drittes Studioalbum, Alligator. Das Album wurde von den Kritikern positiv aufgenommen, wodurch die Band einem größeren Publikum bekannt wurde. Im Jahr 2007 veröffentlichte die Band ihr viertes Album Boxer, ebenfalls über Beggars Banquet. Nach der Veröffentlichung wurde das Album von vielen Kritikern gelobt und in die Liste der „Alben des Jahres“ aufgenommen. Mehrere Songs des Albums wurden in Fernsehsendungen und Filmen verwendet. Im Jahr 2008 verwendete der damalige Senator Barack Obama eine Instrumentalversion des Songs Fake Empire in einem Video für den Präsidentschaftswahlkampf.
Nach dem Erfolg von Boxer begann die Band mit anderen Künstlern an verschiedenen Songs und Kompilations-Alben zusammenzuarbeiten. Im Jahr 2009 beteiligte sich die Band an Dark Was the Night, einem Wohltätigkeitsalbum zu Gunsten der Red Hot Organization. Im selben Jahr nahmen sie einen Song für das Album Ciao My Shining Star: The Songs of Mark Mulcahy, um den Polaris-Frontmann Mark Mulcahy zu unterstützen, der kürzlich seine Frau verloren hatte.
2010 veröffentlichte die Band High Violet, ihr fünftes Album in voller Länge. Das Album war sowohl bei Kritikern als auch kommerziell erfolgreich, erreichte Platz 3 der US-Charts und verkaufte sich weltweit über 850.000 Mal. Nach High Violet veröffentlichte die Band am 21. Mai 2013 ihr sechstes Album Trouble Will Find Me über 4AD. Wie ihre beiden Vorgänger wurde auch Trouble Will Find Me in mehreren Best-of-Listen des Jahres aufgeführt. Das Album wurde bei den Grammy Awards 2014 in der Kategorie Best Alternative Album nominiert. Später im selben Jahr waren Dessner und der Rest der Band in dem Dokumentarfilm Mistaken for Strangers zu sehen, der die Tournee der Band für High Violet und die frühen Aufnahmen von Trouble Will Find Me begleitete. 2017 veröffentlichte die Band Sleep Well Beast, ihr siebtes Album in voller Länge. Die erste Single aus dem Album, The System Only Dreams in Total Darkness, wurde der erste Song der Band, der Platz 1 der Billboard-Charts erreichte, nachdem er im August desselben Jahres die Liste der Adult Alternative Songs anführte.
Dessner hat alle Alben der Band seit Alligator produziert. Der Großteil von High Violet und Trouble Will Find Me wurde in seinem Garagenstudio hinter seinem Haus in Brooklyn aufgenommen. Alligator und Boxer wurden teilweise auf seinem Dachboden und auf dem Dachboden seiner Schwester aufgenommen, der sich in derselben Straße in Brooklyn befindet. Sleep Well Beast und I Am Easy to Find produzierte er in seinem Studio in Upstate New York, Long Pond.

#### Big Red Machine

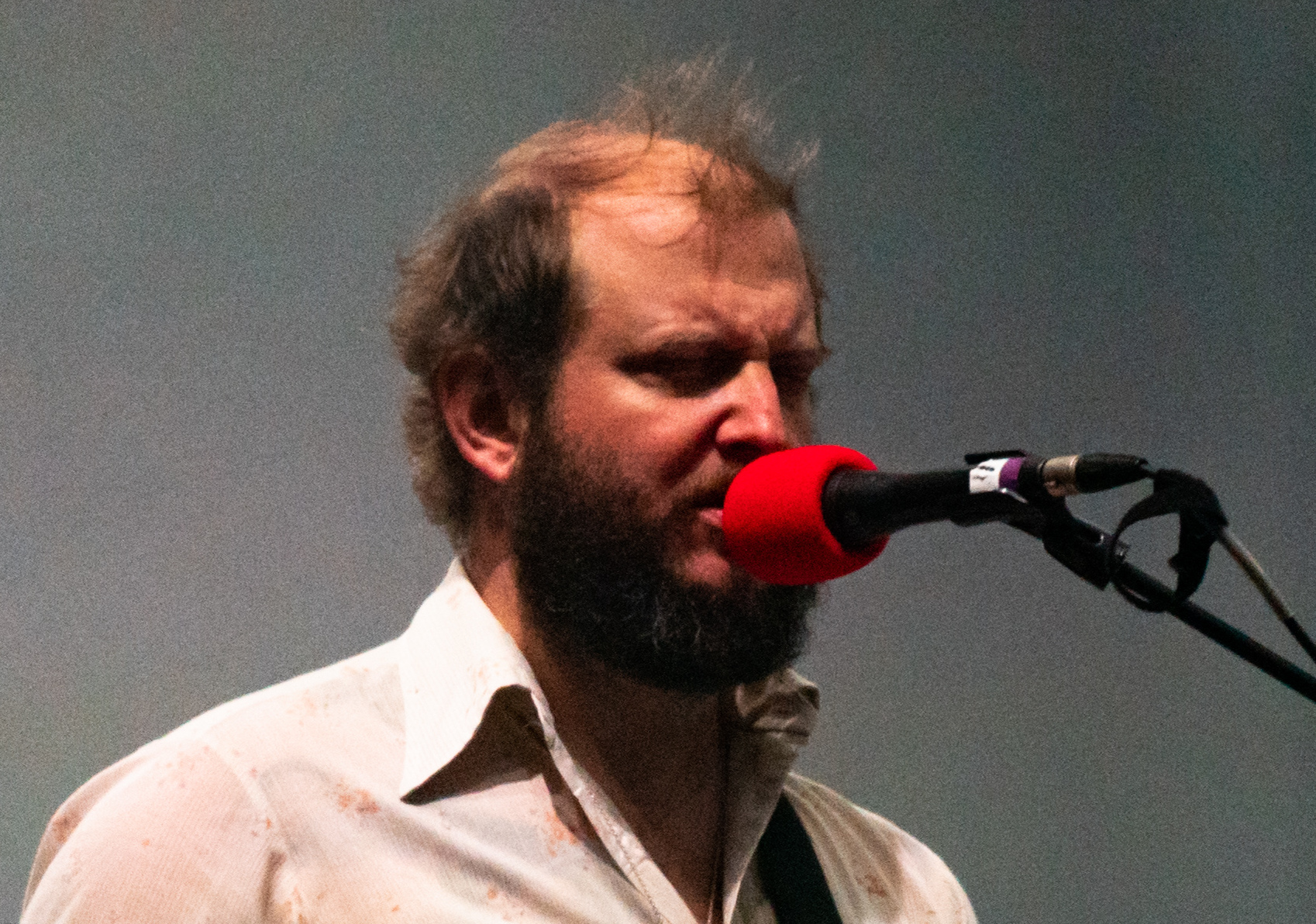
Justin Vernon (2019) ist Teil des Duos von Big Red Machine

2008 schickte Dessner Justin Vernon von Bon Iver eine Instrumentalskizze eines Songs namens Big Red Machine für das Kompilations-Album Dark Was the Night. Vernon schrieb einen Song dazu. Nach zehn Jahren gründeten die beiden eine Band namens Big Red Machine und veröffentlichten am 31. August 2018 ein selbstbetiteltes Album. Die Platte wurde von Vernon und Dessner mit ihrem langjährigen Mitarbeiter Brad Cook produziert und von Jonathan Low hauptsächlich in Dessners Studio Long Pond im Upper Hudson Valley, New York, aufgenommen.
Das Duo veröffentlichte sein zweites Studioalbum How Long Do You Think Its Gonna Last? am 27. August 2021. Das Album wurde von Dessner produziert und enthielt viele Gäste und viele seiner früheren Kollaborateure, darunter Ben Howard, Sharon Van Etten und Taylor Swift.

#### Andere Produktionsarbeiten
Außerhalb seiner Arbeit mit The National hat Dessner an der Produktion von Werken für verschiedene andere Künstler mitgewirkt.
Dessner arbeitete mit der Sängerin Sharon Van Etten an ihrem Album Tramp (2012). Van Etten und Dessner arbeiteten über vierzehn Monate in seinem Studio und veröffentlichten das Album schließlich mit großem Erfolg bei der Kritik.
Dessner produzierte 2013 das zweite Album der Local Natives, Hummingbird, in voller Länge. Dessner lernte die Band zum ersten Mal auf einer Tournee mit The National kennen. Hummingbird erhielt positive Kritiken, und Pitchfork lobte vor allem Dessners Produktionsarbeit und sagte, dass er „weiß, wie man Dinge gut klingen lässt, und dass diese Songs viel Fülle und Tiefe haben.“
Dessner produzierte Then Came the Morning von Lone Bellow, das sowohl in Dessners Garage als auch in einer Kirche aus dem 19. Jahrhundert im Bundesstaat New York aufgenommen wurde. Das Album wurde im Januar 2015 bei Descendent Records veröffentlicht. Im selben Jahr arbeitete er mit This Is the Kit für deren Album Bashed Out zusammen, das über Dessners Brassland veröffentlicht wurde.

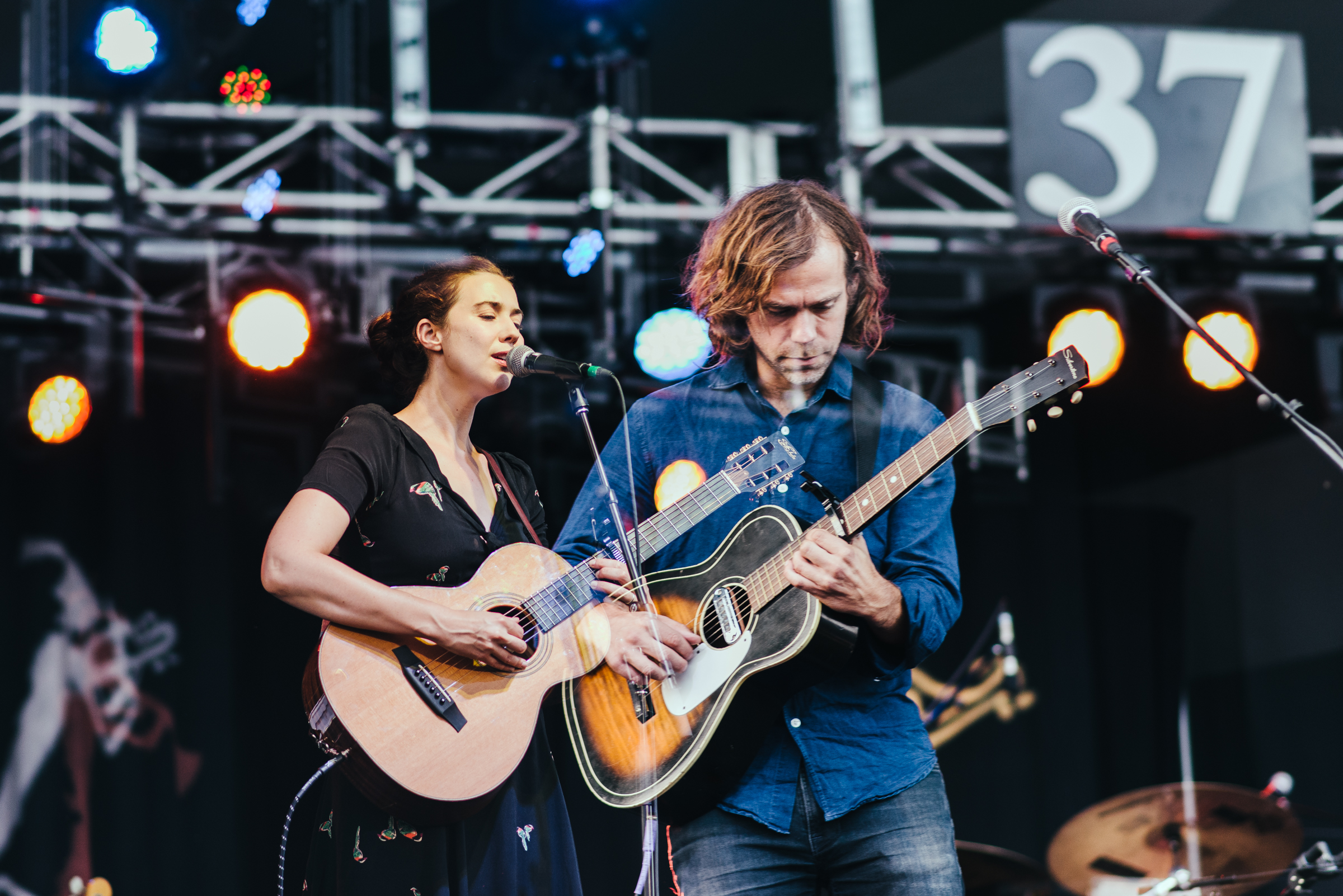
Lisa Hannigan und Aaron Dessner (2016)

Im Jahr 2016 produzierte Dessner das Album At Swim von Lisa Hannigan. Das Album erreichte Platz 1 in Irland, Platz 7 in den US Top Heatseekers Albums Charts und Platz 24 im Vereinigten Königreich und wurde von der Kritik gelobt. The Guardian, der das Album mit vier von fünf Sternen bewertete, kommentierte die „atemberaubend schönen Songs mit leisen, kraftvollen Untertönen“ und der Evening Standard, der ebenfalls vier von fünf Sternen vergab, lobte die „neu gefundene Zugänglichkeit“ des Albums.
Frightened Rabbits fünftes Album Painting of a Panic Attack, das 2016 über Atlantic Records erschien, wurde ebenfalls von Dessner produziert.
Dessner produzierte das 2020er-Album Half Moon Light der Band Lone Bellow und war Co-Autor mehrerer Titel darauf.
Er war auch Co-Autor und Produzent des Debüts der britischen Songwriterin Eve Owen, Don’t Let the Ink Dry, das 2020 veröffentlicht wurde.

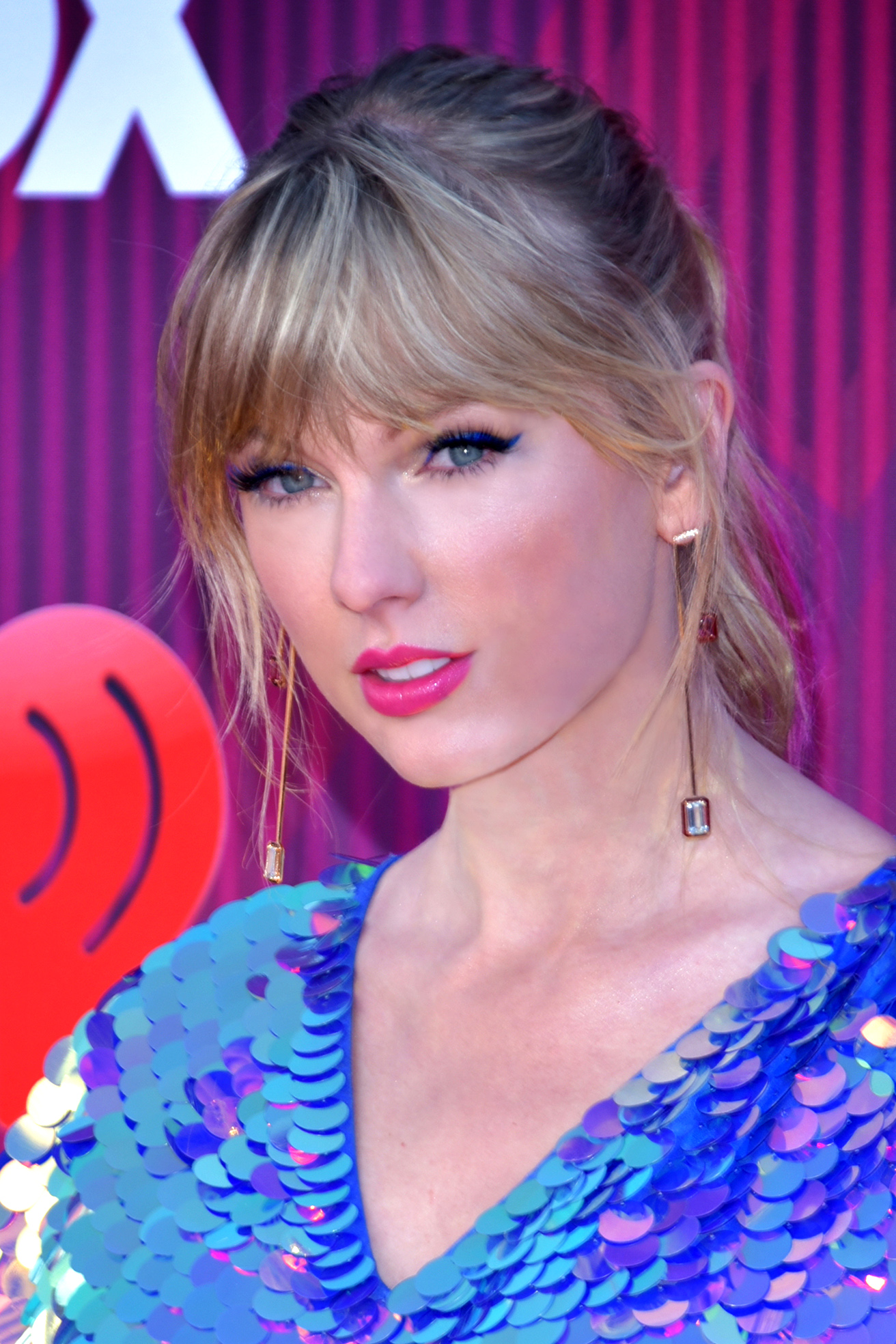
Taylor Swift (2019)

Im April 2020, während der COVID-19-Pandemie, wurde Dessner von der amerikanischen Sängerin und Songschreiberin Taylor Swift angesprochen, um mit ihr zusammen Musik zu machen. Daraufhin produzierte und schrieb Dessner ihr achtes Studioalbum Folklore mit. Es war ein überraschendes, nicht vorher angekündigtes Album, das am 24. Juli 2020 unter Kritikerlob erschien und bei Grammy Awards 2021 als Album des Jahres ausgezeichnet wurde. Dessner setzte seine Zusammenarbeit mit Swift bei ihrem neunten Studioalbum Evermore fort, das am 11. Dezember desselben Jahres erschien. Dessners Produktionsbeteiligung mit Swift setzte sich während des Prozesses der Neuaufnahme ihres alten Katalogs fort, beginnend mit Fearless (Taylor’s Version), der Neuaufnahme von Swifts Album Fearless aus dem Jahr 2008 im Jahr 2021, Red (Taylor’s Version), der Neuaufnahme ihres Albums Red aus dem Jahr 2012 im Jahr 2021 und fortgesetzt in der 3am Edition mit ihrem zehnten Studioalbum Midnights. Beim zwölften Album The Tortured Poets Department war er ebenfalls als Produzent tätig.
Nach der Veröffentlichung von Folklore, Folklore: The Long Pond Studio Sessions und Evermore wollten Künstler wie Maya Hawke, Gracie Abrams, Ed Sheeran, King Princess, und Girl in Red mit Dessner zusammenarbeiten und Songs in seinem Long Pond Studio aufnehmen. Dessner erklärte: „Nach Taylor war es ein bisschen verrückt, wie viele Leute sich gemeldet haben. Und sich mit Leuten zu treffen und mit ihnen Songs zu schreiben, zu denen man sonst keinen Zugang gehabt hätte … Ich bin so dankbar dafür.“
Dessner co-produzierte auch das vierte Studioalbum des britischen Singer-Songwriters Ben Howard, Collections from the Whiteout, an der Seite von Howard selbst, das am 26. März 2021 veröffentlicht wurde. Darüber hinaus produzierte Dessner Day of the Dead, das 2016 veröffentlicht wurde, und Dark Was the Night, beides AIDS-Wohltätigkeits-Kompilationen für die Red Hot Organization, sowie Dovemans 2009 veröffentlichtes Album The Conformist.

#### Filmmusik
Der Dokumentarfilm Racing Dreams (2009) von Marshall Curry enthält Musikbeiträge von Dessner und The National. Win Win unter der Regie von Thomas McCarthy schließt mit Think You Can Wait, einem Stück, das von Dessner und Matt Berninger geschrieben und von The National mit zusätzlichem Gesang von Sharon Van Etten aufgenommen wurde. Dessner spielte auch eine wichtige Rolle bei dem Beitrag von The National zur Fernsehserie Game of Thrones. Im Mai 2012 wurde Rains of Castamere von The National während des Abspanns von Episode neun der zweiten Staffel gespielt. Obwohl es sich bei dem Lied um ein Werk von Ramin Djawadi handelt, half Dessner, die Instrumente und Musik so zu interpretieren, dass sie an das fiktive Land Westeros erinnern.
Dessner und sein Bruder Bryce komponierten gemeinsam die Filmmusik für Transpecos, der den Publikumspreis beim South by Southwest 2016 gewann. Außerdem arbeiteten sie 2013 gemeinsam an der Filmmusik zu Big Sur, einer Verfilmung des gleichnamigen Romans von Jack Kerouac aus dem Jahr 1962. Der Film wurde am 23. Januar 2013 auf dem Sundance Film Festival uraufgeführt, wo er positive Kritiken erhielt. Im Jahr 2021 komponierte Dessner zusammen mit seinem Bruder zwei Filme – Mike Mills’ Come on, Come on (2021) und Cyrano (2022) von Joe Wright.

### Kollaborationen

#### Day of the Dead
Am 17. März 2016 kündigten Aaron und Bryce Dessner Day of the Dead an, ein Benefiz-Tribute-Album an Grateful Dead, das am 20. Mai 2016 bei 4AD erschien. Day of the Dead wurde von den beiden Dessner-Brüdern kreiert, kuratiert und produziert. Die Kompilation ist eine umfassende Hommage an das Songwriting und die Experimentierfreudigkeit der Grateful Dead, deren Aufnahme vier Jahre dauerte, mit über 60 Künstlern aus unterschiedlichen musikalischen Hintergründen, 59 Songs und einer Länge von fast sechs Stunden. Der gesamte Erlös kommt der Red Hot Organization zugute, die sich für die Bekämpfung von AIDS/HIV und damit verbundenen Gesundheitsproblemen auf der ganzen Welt einsetzt. Day of the Dead ist der Nachfolger von Dark Was the Night aus dem Jahr 2009, einer 32-Song-Kompilation mit mehreren Künstlern, die ebenfalls von den Dessner-Brüdern für Red Hot produziert wurde.

#### Forever Love
Forever Love ist eine Zusammenarbeit zwischen Aaron und Bryce Dessner, dem renommierten isländischen Performance-Künstler Ragnar Kjartansson und Gyða und Kristín Anna Valtýsdóttir, ehemals Mitglieder der isländischen Band múm. Das Projekt ist eine Mischung aus visueller Kunst, Performance und Live-Musik, die sich um einen von Aaron und Bryce sowie Gyða und Kristín Anna Valtýsdóttir geschriebenen und aufgeführten Liederzyklus dreht. Das Stück wurde vom Eaux Claires Festival in Auftrag gegeben und erlebte seine Weltpremiere im Jahr 2015, wo es sowohl am Freitag als auch am Samstag den offiziellen Auftakt des Festivals bildete.
Forever Love bedeutete für die Dessner-Zwillinge und Kjartansson ein Wiedersehen bei einer Live-Performance, da sie zuvor gemeinsam an dem sechsstündigen Video A Lot of Sorrow arbeiteten, in dem The National sechs Stunden lang vor einem Live-Publikum im MoMA PS1 ihr dreiteiliges Stück Sorrow aufführten.

#### The Long Count

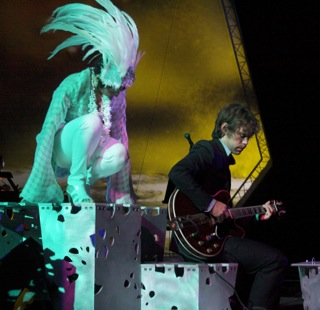
Shara Worden und Aaron Dessner beim Auftritt von The Long Count (2009)

The Long Count war ein Auftragswerk für das australische BAM Next Wave Festival im Jahr 2009. Dessner und sein Bruder Bryce arbeiteten mit dem bildenden Künstler Matthew Ritchie zusammen und schufen ein Werk, das lose auf der Schöpfungsgeschichte Popol Vuh der Quiché-Maya basiert. Das Werk umfasste ein 12-köpfiges Orchester und eine Reihe von Gastsängern, darunter Kim und Kelley Deal (The Breeders, Pixies), Matt Berninger (The National), Shara Worden (My Brightest Diamond) und Tunde Adebimpe (TV on the Radio). Das Stück wurde im September 2009 im Krannert Center for the Performing Arts im Rahmen des Ellnora Festivals uraufgeführt und wurde seitdem beim Holland Festival und im Barbican Centre aufgeführt.

#### Dark Was the Night
2009 produzierten Aaron und Bryce Dessner für die Red Hot Organization die umfangreiche AIDS-Wohltätigkeitskompilation Dark Was the Night. Das Album enthält exklusive Aufnahmen und Kollaborationen mit Künstlern wie David Byrne, Arcade Fire, Sufjan Stevens, Feist, Sharon Jones, Cat Power, Grizzly Bear, My Morning Jacket, The Decemberists, Bon Iver, Conor Oberst und Spoon. Dark Was the Night hat bis Januar 2012 über zwei Millionen US-Dollar für AIDS-Wohltätigkeitsorganisationen gesammelt. Dessner steuerte einen Track zur Kompilation bei. Dieser Song, Big Red Machine, wurde gemeinsam mit Justin Vernon von Bon Iver geschrieben und war auch in dem 2010 gedrehten Film Last Minutes with ODEN zu sehen, einer Kurzdokumentation, die später bei der ersten jährlichen Vimeo Awards den Preis für das beste Video gewann.
Am 3. Mai 2009 produzierten 4AD und Red Hot Dark Was the Night – Live, ein Konzert zur Feier des neuesten Red-Hot-Albums. Die Show fand in der Radio City Music Hall statt, und es traten mehrere der Künstler auf, die an der Kompilation beteiligt waren.

### Andere Kooperationen und Beiträge

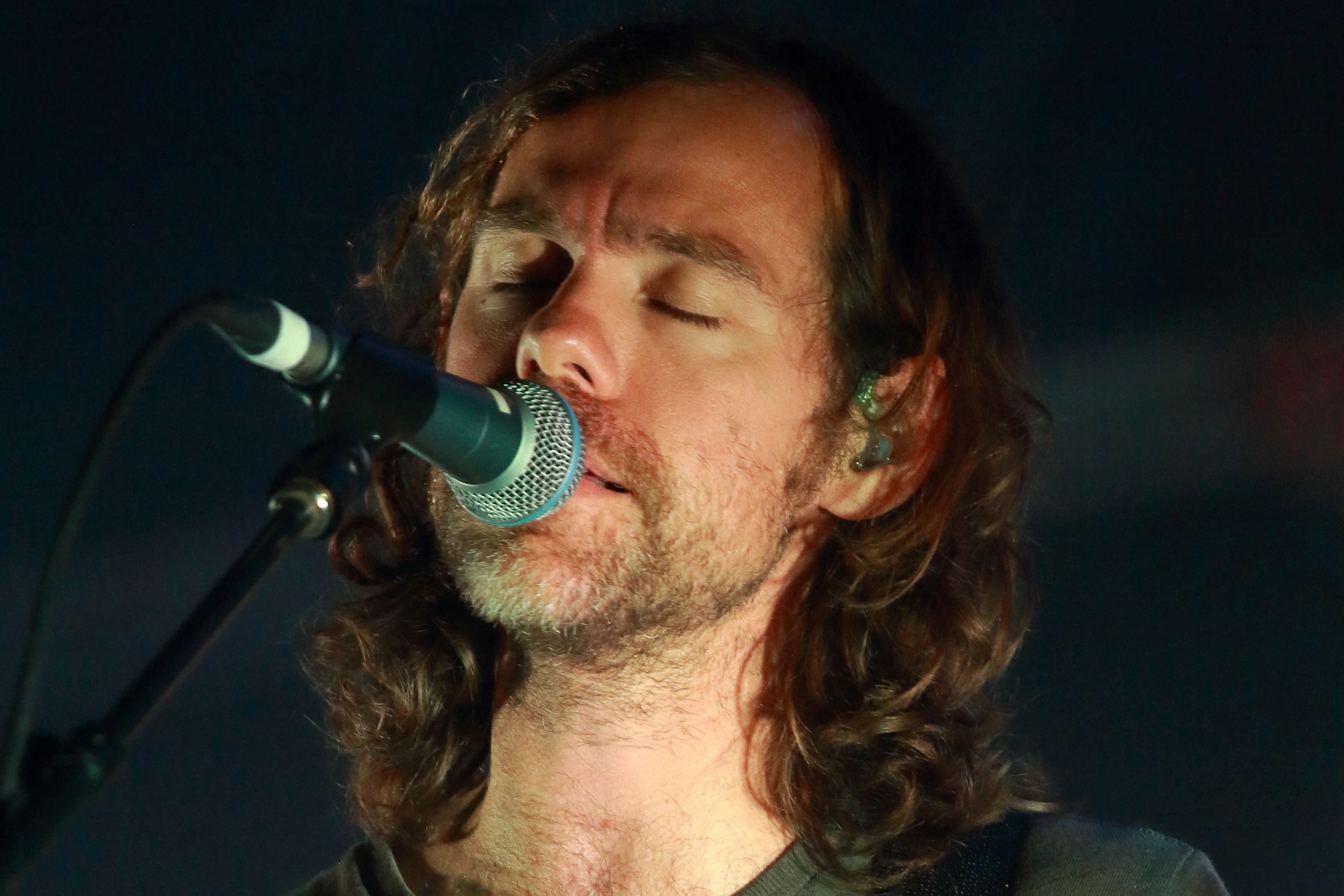
Aaron Dessner (2016)

Dessner arbeitet häufig mit einer Vielzahl von Musikern zusammen, darunter auch mit seinem Bruder und Bandkollegen Bryce Dessner. Im August 2008 gaben Aaron und Bryce Dessner ein gemeinsames Konzert mit David Cossin und Luca Tarantino im Rahmen von Sound Res, einem internationalen Residenzprogramm für zeitgenössische Musik und Kunst im italienischen Salento, und beim Guitares au Palais Festival im französischen Perpignan.
Die Dessner-Bürder haben auch mit vielen weltberühmten Orchestern zusammengearbeitet, wie 2012 dem Kopenhagener Philharmonie Orchester in einem Konzert unter dem Titel Sixty Minutes of the Dessners. Auf dem Programm standen St. Carolyn by the Sea, Lachrimae und Raphael, die alle von Bryce Dessner komponiert wurden. Im Oktober 2011 führte Dessner zusammen mit seinem Bruder St. Carolyn by the Sea mit dem American Composers Orchestra im World Financial Center in New York City auf. Sie haben auch St. Carolyn by the Sea und Raphael mit der Amsterdam Sinfonietta während des Holland Festival 2012 aufgeführt. Im Oktober 2017 traten die Dessner-Brüder mit den Symphoniker Hamburg in der Elbphilharmonie auf.
Im Dezember 2012 kuratierte Dessner einen Tag von Other Voices, einem irischen Musikfestival, das live auf RTÉ Two in Irland ausgestrahlt wurde. Die Auftritte fanden in der Kirche St. James in Daingean Uí Chúis, County Kerry, statt. Dessner brachte drei Bands zu Other Voices mit: Luluc, This Is the Kit und Local Natives.

### Kurator für Musikfestival

#### Eaux Claires
Eaux Claires ist ein Musikfestival, das von Dessner und Justin Vernon gegründet und kuratiert wurde. Das erste Festival fand im Juli 2015 in Vernons Heimatstadt Eau Claire (Wisconsin), statt. Im Gespräch über das Festival sagten Dessner und Vernon, dass sie von der Idee angetrieben wurden, dass dieses Festival „die Mauern zwischen den Musikgenres zum Schmelzen bringt“.

#### PEOPLE Festival
Das PEOPLE Festival ist eine gemeinnützige Zusammenkunft von Künstlern in Berlin für ein Wochenende langes Musikfestival, das von Dessner zusammen mit seinem Bruder Bryce Dessner, Bon Iver, dem Berliner Michelberger Hotel und anderen kuratiert und produziert wird. Das erste Festival fand am 1. und 2. Oktober 2016 unter dem Namen „Michelberger Music“ im Funkhaus Grünau, den historischen Rundfunkaufnahmestudios der ehemaligen DDR, statt. Vor dem Festival verbrachten alle Künstlerinnen und Künstler eine Woche gemeinsam in Berlin und probten und arbeiteten in den Räumen, in denen die Shows stattfanden. An dem Festival nahmen 80 Künstler teil, darunter Bon Iver, Nils Frahm, Andi Toma und Jan St. Werner von Mouse on Mars, Erlend Øye, Shara Nova von My Brightest Diamond, Lisa Hannigan und Damien Rice.

#### Boston Calling
Boston Calling ist ein Musikfestival, das von Dessner mitkuratiert wird. Boston Calling wurde erstmals im Mai 2013 veranstaltet und fand zuvor zweimal im Jahr, im Mai und September, auf dem City Hall Plaza in Boston statt. Im Mai 2017 zog Boston Calling in den Harvard Athletic Complex in den Stadtteil Allston um und ging zu einem Festival pro Jahr über. Das Festival beinhaltete eine Filmkomponente, die von Natalie Portman kuratiert wurde. Zu den Künstlern vergangener Boston Callings gehörten Sia, The National, Beck, My Morning Jacket, Of Monsters and Men, Fun., Kendrick Lamar, Passion Pit, Vampire Weekend, Modest Mouse, The Airborne Toxic Event und Disclosure.

#### Crossing Brooklyn Ferry
Crossing Brooklyn Ferry ist ein Musikfestival, das von Aaron und Bryce Dessner kuratiert wird. Das Festival präsentiert Bands, Komponisten, Singer-Songwriter und Filmemacher aus allen Ecken der New Yorker Musikszene. Das erste Festival fand vom 3. bis 5. Mai 2012 in der Brooklyn Academy of Music (BAM) statt und umfasste Auftritte von The Walkmen, St. Vincent, Beirut und The Antlers sowie neu in Auftrag gegebene Filme, u. a. von Jonas Mekas, Joseph Gordon-Levitt und Tunde Adebimpe. Die Veranstaltung 2013 fand vom 25. bis 27. April im BAM statt und umfasste Auftritte u. a. von The Roots, Solange und TV on the Radio.

### Musiklabels
Dessner gründete zusammen mit Justin Vernon und Bryce Dessner das Plattenlabel 37d03d (PEOPLE auf dem Kopf). Das Label hat Alben von Big Red Machine, Bonny Light Horseman, Eve Owen, Mina Tindle und anderen veröffentlicht.
Zusammen mit Alec Hanley Bemis und Bryce Dessner gründete Dessner Brassland, ein Label, das Alben von The National, This Is the Kit, Clogs, Doveman und Nico Muhly veröffentlicht hat.

## Auszeichnungen und Nominierungen

### Grammy Awards
| Jahr | Werk                 | Auszeichnung                 | Ergebnis  |        |
| ---- | -------------------- | ---------------------------- | --------- | ------ |
| 2014 | Trouble Will Find Me | Best Alternative Music Album | Nominiert | [ 82 ] |
| 2018 | Sleep Well Beast     | Best Alternative Music Album | Gewonnen  | [ 82 ] |
| 2021 | Cardigan             | Song of the Year             | Nominiert | [ 83 ] |
| 2021 | Folklore             | Best Pop Vocal Album         | Nominiert | [ 83 ] |
| 2021 | Folklore             | Album of the Year            | Gewonnen  | [ 83 ] |
| 2022 | Evermore             | Album of the Year            | Nominiert | [ 82 ] |

## Diskografie

### Mit The National
- 2001: The National
- 2003: Sad Songs for Dirty Lovers
- 2005: Alligator
- 2007: Boxer
- 2010: High Violet
- 2013: Trouble Will Find Me
- 2017: Sleep Well Beast
- 2019: I Am Easy to Find
- 2023: First Two Pages of Frankenstein
- 2023: Laugh Track

### Mit Project Nim
- 1995: A Tower of Babel
- 1997: Where the Nothings Live
- 1998: Evenings Pop and Curve[85]

### Mit Equinox
- 1993: Equinox

### Mit Big Red Machine
- 2018: Big Red Machine
- 2021: How Long Do You Think It’s Gonna Last?

### Mit Complete Mountain Almanac
- 2023: Complete Mountain Almanac[86]

### Filmmusik
- 2023: Big Sur mit Bryce Dessner
- 2016: Transpecos mit Bryce Dessner
- 2021: Come on, Come on mit Bryce Dessner
- 2022: Cyrano mit Bryce Dessner
- 2024: Dandelion mit Bryce Dessner

### Bühnenmusicals
- 2018: Cyrano mit Matt Berninger, Carin Besser, Bryce Dessner und Erica Schmidt[87]

## Persönliches Leben
Dessner wuchs in Cincinnati, Ohio, mit seinem Zwillingsbruder Bryce Dessner auf. Er machte 1994 seinen Abschluss an der Cincinnati Country Day School und 1998 am Columbia College der Columbia University. Er und seine Frau haben drei Kinder.